# Ašurade
Ašurade (perz. آشوراده, ili Ašur-Ada) je otok smješten u jugoistočnom dijelu Kaspijskog jezera odnosno iranskoj pokrajini Golestan. Otok se proteže oko 5 km u smjeru istok-zapad i geomorfološki je produžetak poluotoka Mijankale s kojim zatvara Gorganski zaljev. Oko 3 km prema istoku nalazi se lučki grad Bandar-e Turkaman. Ašurade ima površinu od 12 km² i maksimalna nadmorska visina mu je 26 m. Flora otoka sastoji se od malina, višanja i mogranja, a fauna uključuje šakale, lisice, zečeve, jarebice i više vrsta riba. Od 1838. do 1854. godine na otoku se nalazila ruska pomorska baza. Ašurade je bila naseljena s 1000 stanovnika do 1993. godine kada je opustošena velikom poplavom, a danas je odredište za turiste i ribare koji se bave proizvodnjom skupocjenog kavijara.

## Poveznice
- Mijankale
- Popis iranskih otoka

## Vanjske poveznice
- (engl.) Iran Daily (20. lipnja 2012.): Ashuradeh Island to Become Tourism Hub